# László Moholy-Nagy

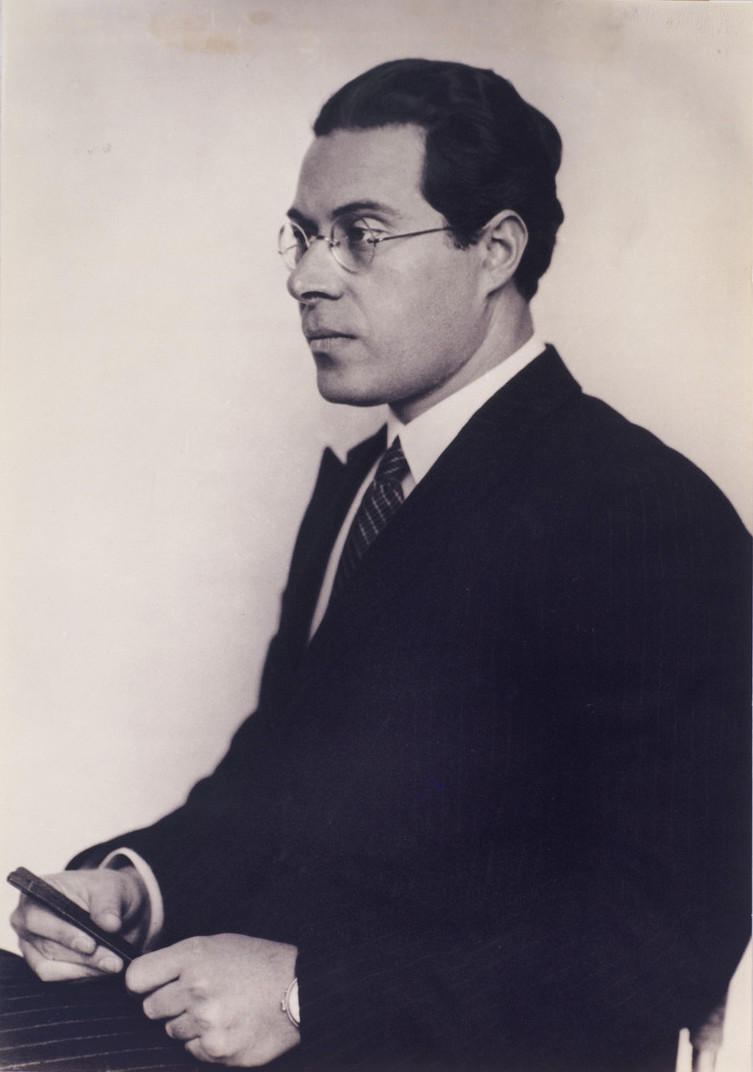
László Moholy-Nagy, porträtiert um 1930 von Hugo Erfurth

László Moholy-Nagy (IPA: [ˈlaːsloː ˈmoholiˌnɒɟ]) (* 20. Juli 1895 in Bácsborsód, Österreich-Ungarn; † 24. November 1946 in Chicago), ursprünglich: László Weisz, manchmal eingedeutscht als Ladislaus Moholy-Nagy, war moderner Maler, Fotograf, Typograf und Bühnenbildner - und ein das Bauhaus prägender Lehrer.

## Leben

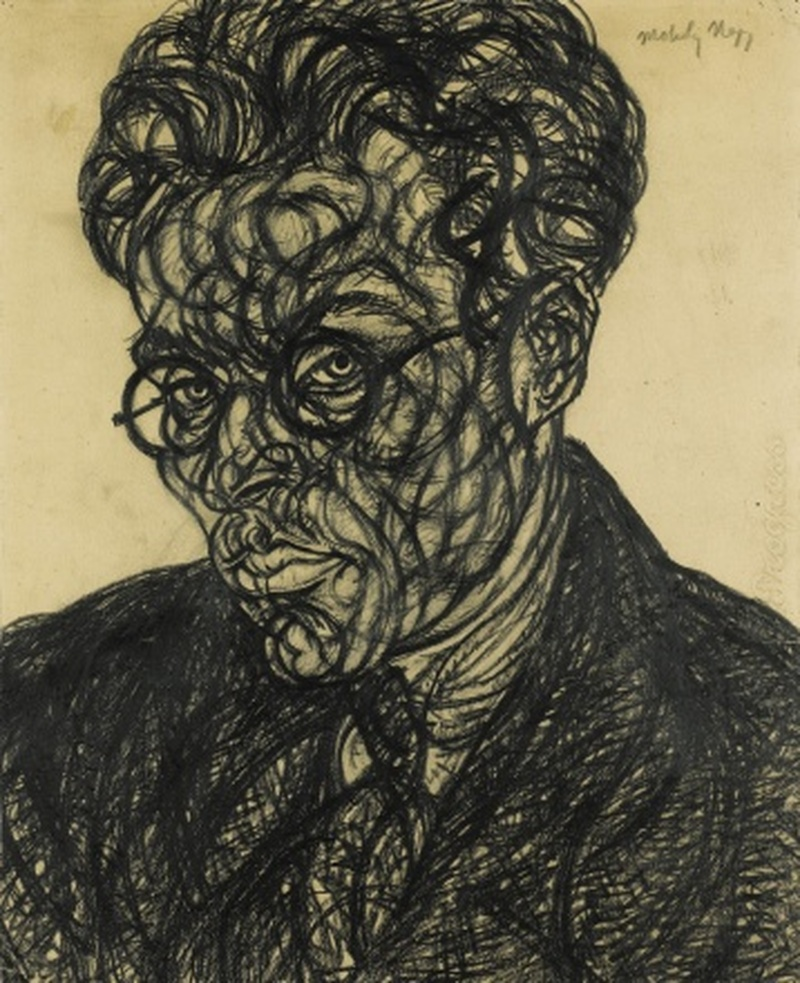
László Moholy-Nagy: Selbstporträt (1918)

László Moholy-Nagy beschäftigte sich seit 1918 mit Malerei, davor studierte er von 1913 bis 1918 Jura. Nach der Niederschlagung der Ungarischen Räterepublik siedelte er 1919 nach Wien und 1920 nach Berlin über, wo er die Fotografin Lucia Moholy, geb. Schulz, heiratete. 1922 hatte er seine erste Einzelausstellung in der Galerie Der Sturm in Berlin. Enge Kontakte verbanden ihn mit anderen ungarischen Exilanten in Berlin, wie Alfred Kemeny, Ernst Kallai und Laszlo Peri.
1923 bis 1928 war Moholy-Nagy Lehrer am Bauhaus. Er folgte 1923 Johannes Itten als Formmeister der Metallwerkstatt und Leiter des Vorkurses des Bauhauses in Weimar nach. Er lehrte dort und, nach dem Ortswechsel der Schule, in Dessau. Moholy-Nagy war in dieser Zeit der bedeutendste Lehrer am Bauhaus und prägte dessen Profil wesentlich mit. Ab 1924 gab er gemeinsam mit Walter Gropius die Bauhausbücher und die Zeitschrift bauhaus heraus. Zudem beschäftigte er sich mit Typografie, Fotografie und Plastik.
Nach seinem Weggang vom Bauhaus 1928 gründete er in Berlin ein eigenes Atelier.
Seit 1929 lebten er und seine Frau Lucia nicht mehr zusammen und ließen sich infolge scheiden. Im Winter 1931/1932 wurden Moholy-Nagy und die Schauspielerin und Dramaturgin Sibyl Moholy-Nagy, geb. Pietzsch ein Paar. Die beiden heirateten 1932 in London; für beide war es die zweite Ehe.
1933 begann die Zusammenarbeit mit der Werbeabteilung des Jenaer Glaswerks Schott & Gen, für die er eine neuartige Werbung für das von Wilhelm Wagenfeld gestaltete Hauswirtschaftsglas des Unternehmens schuf.
Nach der Machtübernahme der Nationalsozialisten suchte er Wege Deutschland zu verlassen. 1934 emigrierte er nach Amsterdam, 1935 nach England und 1937 in die USA. In Chicago gründete und leitete er das New Bauhaus und nach dessen Schließung 1938/1939 das Nachfolgeinstitut School of Design.
László Moholy-Nagy und seine Frau Sibyl hatten zwei Töchter: Hattula (1933–2024) und Claudia (1935–1971).
Er starb im November 1946 in Chicago an Leukämie und wurde dort auf dem Graceland Cemetery bestattet.

## Werk

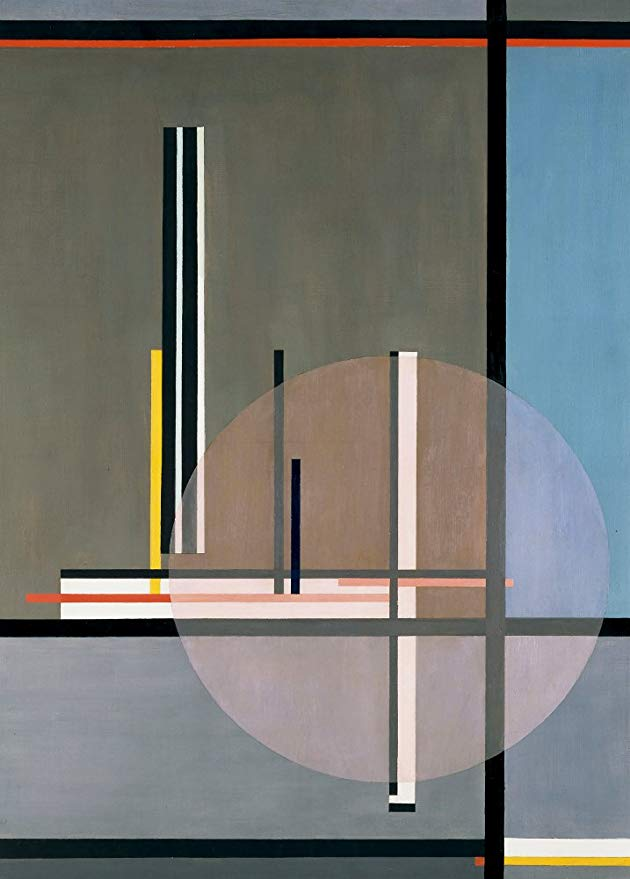
LIS (1922)

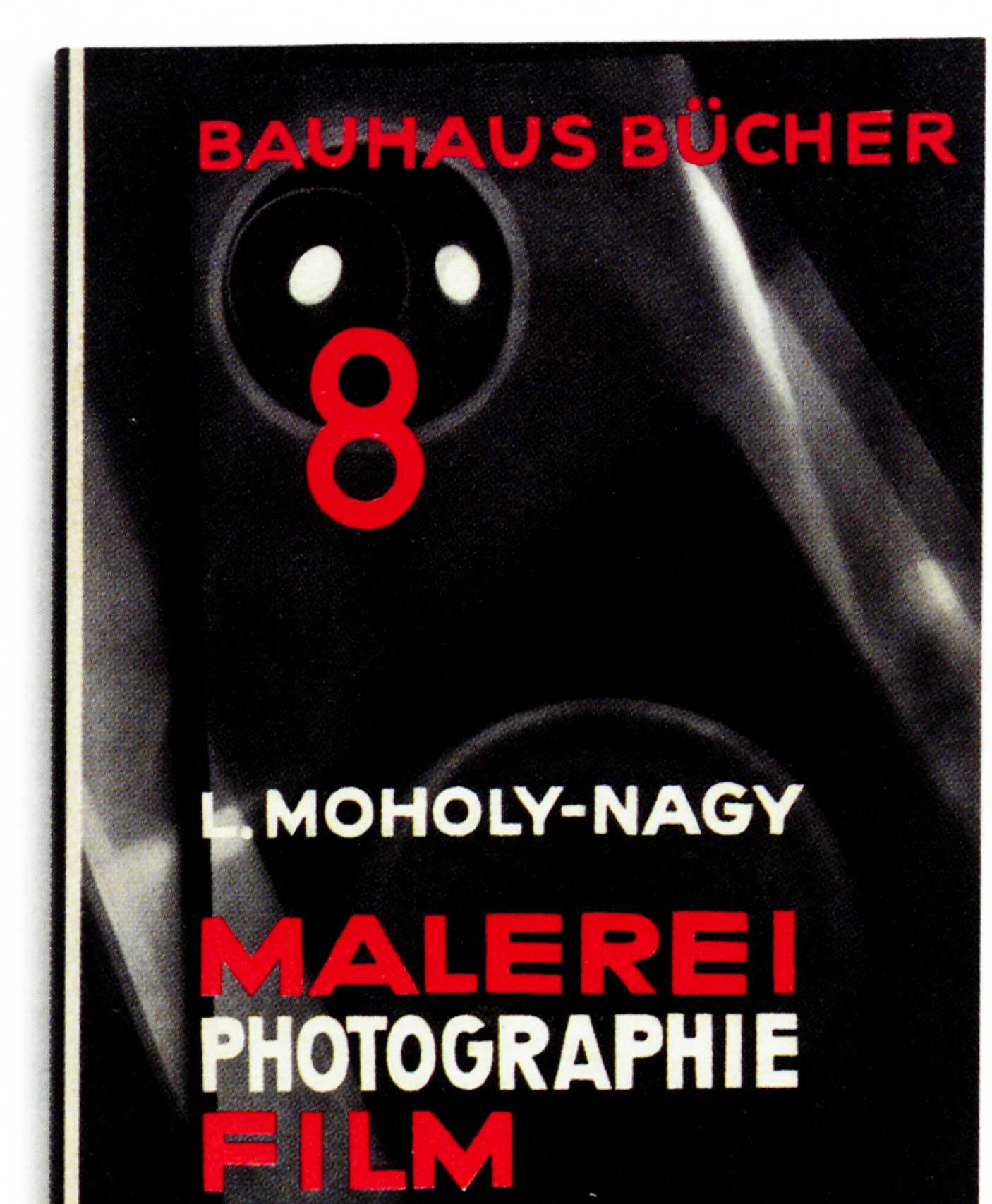
Bauhausbücher Band 8 1925

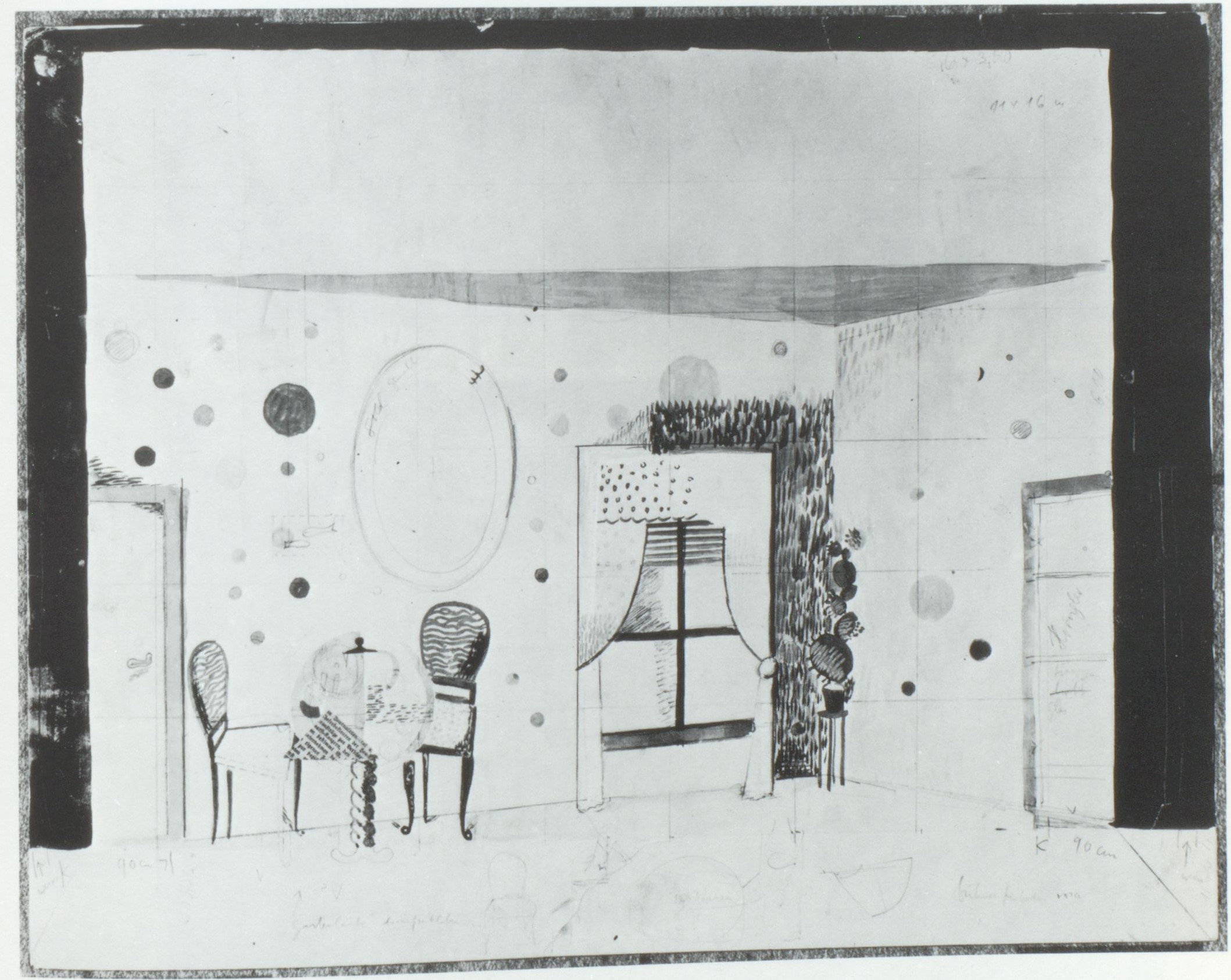
Bühnenbildentwurf für die Miniaturoper Hin und zurück an der Krolloper 1930

László Moholy-Nagy beschäftigte sich mit nichtgegenständlicher Malerei, beeinflusst von Kasimir Malewitsch. In seinem Berliner Atelier pflegte er Kontakt zu Kurt Schwitters, Theo van Doesburg, und Lazlar El Lissitzky. Seine Arbeit als Grafikdesigner war stark von der De-Stijl-Bewegung, dem Konstruktivismus und der Merzkunst beeinflusst.
Gestaltend und beratend vereinte er die ästhetischen Forderungen des Bauhauses mit den Bedingungen und Mechanismen der Produktwerbung. Das Jenaer Glas wurde zum Inbegriff moderner Warenkultur. Moholy-Nagy erschuf ungegenständlich-konstruktivistische Plastiken, Gemälde, Fotografien und Grafiken. Moholy-Nagy war in den 1920er Jahren einer der wichtigsten Fotogrammkünstler, er erarbeitete die theoretische und experimentelle Grundlage für die Etablierung dieser damals neuen Kunstgattung. Er prägte den Begriff der Fotoplastik als Ausdruck für künstlerische fotografische Arbeiten, die aus der Kombination und Ineinanderschaltung verschiedener grafischer und anderer gestalterischer Elemente mit fotografischen Arbeiten entstehen. Die Arbeit mit Licht und seiner Brechung, Fixierung und Reflexion prägten gleichermaßen sein Interesse an den neuen technischen Medien Fotografie und Film. 1925 erschienen seine programmatischen Überlegungen dazu in der Reihe der bauhausbücher unter dem Titel Malerei Fotografie Film. Im Jahr 1929 konzipierte er den programmatischen Eingangsraum der internationalen Werkbund-Ausstellung Film und Foto, in den Material und theoretische Überlegungen des Buchs eingingen.
Des Weiteren kreierte er mit anderen Künstlern des Bauhauses, u. a. Herbert Bayer, das erste deutsche Lifestylemagazin, die neue linie.
Relativ unbekannt ist sein Schaffen als Regisseur. Er drehte einige Stummfilme, aber auch den Ton-Dokumentarfilm Lobsters. Die Titel seiner Filme sind Lichtspiel Schwarz Weiss Grau (1930), Marseille Vieux Port (1929), Berliner Stilleben (1931), und Grossstadtzigeuner (1932). Vor allem in den drei letzteren schafft es Moholy-Nagy, die Stimmung einzufangen und quasi die Musik visuell darzustellen. Durch eine klare Dramaturgie und für die Zeit relativ ungewöhnlich schnelle Schnitte und wechselnde Einstellungen lässt er beispielsweise die Feier der Sinti und Roma höchst spontan und lebendig erscheinen. Die Filme sind in Deutschland schwer zu bekommen, da offenbar sämtliche Rechte bei seinen Nachkommen in den USA sind.
Seine Telefonbilder der 1920er Jahre können als frühes Werk der Medienkunst interpretiert werden.
Während seiner Zeit in London finanzierte sich Moholy-Nagy durch wechselnde Aufträge im Bereich der Schaufenster-Dekoration, Werbung als auch durch Film- und Fotoarbeiten. Seine Eindrücke der urbanen Metropole sind in Fotografieren festgehalten, die gemeinsam mit der Journalistin Mary Benedetta für das durch John Miles Ltd. beauftragte Buch „The Street Markets of London“ 1936 entstanden.

## Nachlass

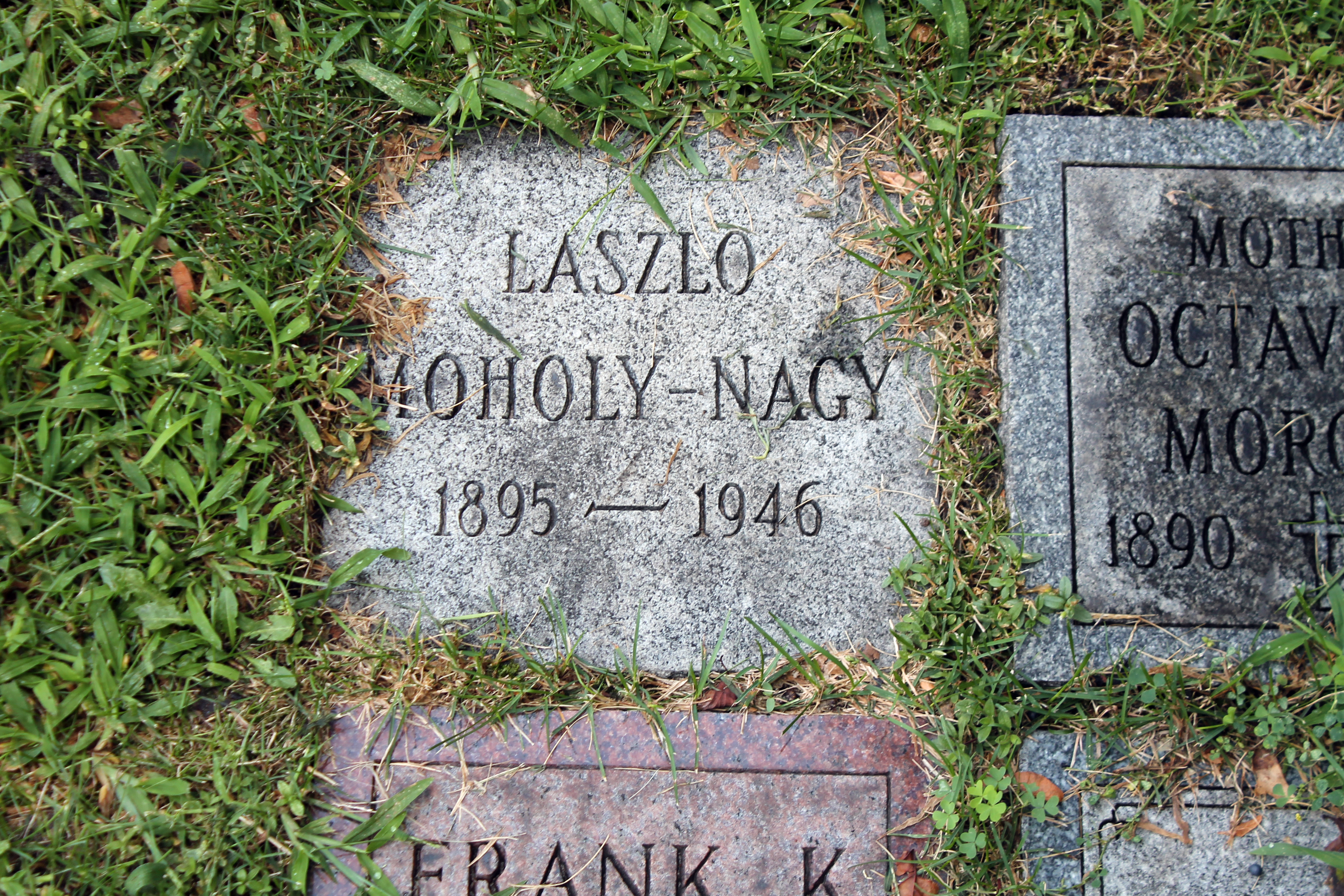
László Moholy-Nagys Grabstein in Chicago

László Moholy-Nagys älteste Tochter Hattula Moholy-Nagy (* 1933), eine Archäologin, gründete im Jahr 2003 zusammen mit ihren beiden Söhnen die Moholy-Nagy-Stiftung, die sich um den Nachlass ihres Vaters kümmert und verwaltet. Der Sitz der Stiftung ist Ann Arbor in den Vereinigten Staaten.

## Ehrung
Nach László Moholy-Nagy ist die Moholy-Nagy-Universität für Kunsthandwerk und Gestaltung in Budapest benannt worden, die ursprünglich 1880 gegründet wurde.

## Ausstellungen (Auswahl)
- 1997: László Moholy-Nagy. Photograms 1922–1943, Fundació Antoni Tàpies, Barcelona.
- 2009: László Moholy-Nagy. Auf dem Weg nach Weimar, Kunsthaus Apolda.
- 2009/2010: László Moholy-Nagy. Retrospektive, Schirn Kunsthalle, Frankfurt am Main.
- 2010/2011: László Moholy-Nagy. Kunst des Lichts, Martin-Gropius-Bau, Berlin.
- 2011: Moholy-Nagy-Ausstellung Den Haag.
- 2014/2015: sensing the future: lászló moholy-nagy, die medien und die künste, Bauhaus-Archiv, Berlin.
- 2019: László Moholy-Nagy und die Neue Typografie. Rekonstruktion einer Ausstellung Berlin 1929, Kunstbibliothek – Staatliche Museen zu Berlin[8]

## Schriften (Auswahl)
- Zeitgemäße Typographie – Ziele, Praxis, Kritik. In: Aloys Ruppel (Hrsg.): Gutenberg Festschrift zur Feier des 25jährigen Bestehens des Gutenbergmuseums in Mainz. Gutenberggesellschaft, Mainz 1925, S. 307–317.
- Malerei, Photographie, Film. Albert Langen Verlag, München 1925 (Bauhausbücher; 8).
  - 2. Auflage: Langen, München 1927 (Digitalisat).
- Von Material zu Architektur. Albert Langen Verlag, München 1929 (Bauhausbücher; 14) (Digitalisat).